# ColorsxStudios
ColorsxStudios GmbH (dawniej Colors Media UG), powszechnie znane jako Colors to niemiecka platforma publikująca muzykę, której celem jest przedstawienie i promowanie wschodzących talentów muzycznych w formie minimalistycznych teledysków. Od momentu powstania w lutym 2016 roku, kanał Colors na YouTube zgromadził ponad pięć milionów subskrybentów i prawie dwa miliardy łącznych wyświetleń. Cechą charakterystyczną ich klipów jest to, że każdy zespół lub artysta jest filmowany indywidualnie na scenie z neutralnym tłem w określonym kolorze.
Po goszczeniu takich artystów jak Billie Eilish, Doja Cat, Jorja Smith, Daniel Caesar, Kali Uchis, Mahalia, Angèle i Mac DeMarco, ColorsxStudios jest często uznawane jako promotor nowych artystów w przemyśle muzycznym, tradycyjnych mediach i modzie. Jest również powszechnie wymieniane obok Tiny Desk Concerts, Sofar Sounds, Live Lounge i Mahogany Sessions jako jeden z największych kanałów muzycznych z nagraniami na żywo na YouTube.

## Historia
W 2016 roku Philipp Starcke porzucił swoją pracę w Hamburgu, aby w pełni zaangażować się w nowy projekt dotyczący jego pasji do muzyki i odkrywania nowych artystów. Jego koncepcja polegała na tworzeniu wysokiej jakości klipów muzycznych w estetyce, który wyróżni się spośród mnóstwa treści na portalach społecznościowych. Starcke wierzył, że dzięki temu "połączy ludzi, kraje i kultury na kreatywnym i emocjonalnym poziomie." Następnie skontaktował się ze swoim przyjacielem Felixem Glasmeyerem, który był wówczas fotografem mody w Nowym Jorku, aby przedstawić mu swój projekt. Glasmeyer został szybko przekonany, a następnie przeniósł się do Berlina, aby pomóc Starcke w założeniu nowego studia. Początkowo to oszczędności Starcke'a pozwoliły na wynajęcie małego, dawnego studia nadawczego o popękanych ścianach, znajdującego się w budynku Funkhausu przy Nalepastraße. Bez żadnego sprzętu nagraniowego ani kontaktów w branży muzycznej początki ColorsxStudios były według jego twórców trudne. Jonas Weber, ekspert w dziedzinie gospodarki cyfrowej, również dołączył do Starcke i Glasmeyera, aby pomóc w rozwoju koncepcji ColorsxStudios. Pierwszym artystą zaproszonym do występu na scenie był australijski piosenkarz folkowy Emilio Mercuri, który wykonał swoją piosenkę "Sienna" z towarzyszeniem jedynie swojej gitary akustycznej. Wideo z tego nagrania zostało umieszczone 19 lutego 2016 roku na YouTube i stanowi pierwszy odcinek długiej serii zatytułowanej "A COLORS SHOW".
14 marca 2017 roku firma została oficjalnie zarejestrowana przez Philippa Starcke jako Colors Media UG, a we wrześniu 2019 roku przemianowano ją na ColorsxStudios GmbH. Do tego czasu firma zwiększyła swój kapitał zakładowy z 900 euro do 25 000 euro, a Felix Glasmeyer i Jonas Weber zostali współzałożycielami. Oprócz zarabiania przychodów z reklam uruchamianych przed filmami, ColorsxStudios korzystało również z partnerstw z takimi markami jak Adidas i WeTransfer w 2018 roku. W grudniu 2020 r. ponad 200 nagrań z sesji ColorsxStudios zostało udostępnionych na platformach streamingowych, a obszerna playlista na Spotify zgromadziła ponad 200 tys. followersów w ciągu zaledwie miesiąca od powstania. Na platformach społecznościowych innych niż YouTube, ColorsxStudios zgromadziło ponad milion followersów na swojej stronie na Instagramie, i ponad 266 tys. followersów na swojej stronie na Facebooku.

## Treści
Główne serie wideo COLORS są podzielone według następujących nazw:
- A COLORS SHOW: Każda odsłona flagowej serii platformy obejmuje występ jednego lub kilku artystów w minimalistycznym pomieszczeniu z podłogą i ścianami pokrytymi jednym kolorem.

- A COLORS ENCORE: W tej serii zazwyczaj pojawia się kolejny utwór artysty, który brał udział w "A COLORS SHOW". W trakcie tworzenia klipów stosuje się więcej swobody, w szczególności wyraźniejszą grę cieni i filmowanie kamerą z ręki.

- NEW OPERA: Ta nowsza seria ma tendencję do promowania szerszego zakresu dyscyplin artystycznych, a tematy mogą mieć większe znaczenie społeczne i kulturowe. W pierwszym odcinku zaproszono francuską piosenkarkę Yseult do wykonania trzech piosenek, z których dwie pierwsze sfilmowano w czerni i bieli, a trzecią umieszczono w częściowo zalanym wodą pokoju udekorowanym turkusowymi tkaninami. Nacisk położono także na ubrania high fashion noszone przez artystkę podczas występu.

## Model operacyjny i wizerunek publiczny
Tożsamość ColorsxStudios staje się coraz bardziej zdefiniowana od momentu powstania platformy. Ich celem jest wybieranie artystów, których głosy i przesłania są częścią inkluzywnej i zróżnicowanej kulturowo struktury, co przyczynia się do budowania mostów między kulturami i dyscyplinami artystycznymi. Ta dywersyfikacja środków wyrazu i wybór do promowania zaangażowanych artystów są w pełni zgodne z zasadami założycielskimi studia, które jest obecnie definiowane jako "platforma muzyczna" w szerokim sensie. W tym samym duchu ColorsxStudios uruchomiło sklep internetowy, w którym sprzedawane są różne produkty, począwszy od odzieży w duchu zrównoważonej mody, a skończywszy na winylach.